# Schizocosa interjecta
Schizocosa interjecta este o specie de păianjeni din genul Schizocosa, familia Lycosidae. A fost descrisă pentru prima dată de Roewer, 1959.
Este endemică în Tanzania. Conform Catalogue of Life specia Schizocosa interjecta nu are subspecii cunoscute.